# Giovanni Giuda Giona Battista
Giovanni Giuda Giona Battista (hebr. ‏יהודה יונה בן יצחק‎; ur. 28 października 1588 w Safedzie w Galilei, zm. 26 maja 1668 w Rzymie) – rabin, bibliotekarz watykański, dyplomata polski.

## Życiorys
Battista urodził się w rodzinie żydowskiej w galilejskim Safedzie 28 października 1588 roku jako Judah Jonah ben Isaak. 
Studiował Talmud i podróżował po Europie, m.in. Włoszech, Niemczech, Holandii i Polsce. Będąc w Warszawie w 1625 roku przeszedł na katolicyzm i przyjął chrzest. Wstąpił na służbę na polskim dworze królewskim, został wysłany z misją dyplomatyczną do Istambułu. Uznany przez Turków za szpiega, uszedł z życiem dzięki interwencji ambasadora Republiki Weneckiej. Po przybyciu do Włoch osiadł w Pizie, gdzie uczył hebrajskiego i aramejskiego. Zatrudniony przez Kongregację Rozkrzewiania Wiary, przeniósł się do Rzymu. Był zatrudniony w Bibliotece Watykańskiej. Do jego uczniów należał cysters Giulio Barolocci, autor dzieła Bibliotheca Magna Rabbinica. 
W 1668 Battista opublikował hebrajskie tłumaczenie z łaciny Ewangelii ze wstępem autorstwa papieża Klemensa IX.
Giovanni Battista zmarł w Rzymie 26 maja 1668 roku.